# 1946 год в музыке

## Выпущенные альбомы
- The Voice of Frank Sinatra (Фрэнк Синатра)

## Родились

### Январь
- 1 января — Валентин Рожков (ум. 2023) — советский и украинский актёр и певец
- 2 января — Ричард Коул (ум. 2021) — британский музыкальный менеджер, гастрольный менеджер группы Led Zeppelin
- 3 января — Джон Пол Джонс — британский музыкант, продюсер, композитор и аранжировщик, басист и клавишник группы Led Zeppelin
- 6 января
  - Сид Барретт (ум. 2006) — британский певец, музыкант и композитор, основатель, вокалист и автор песен группы Pink Floyd
  - Эва Мария Сук (ум. 2017) — венесуэльская и мексиканская пианистка польского происхождения
- 7 января — Дженн Уэннер — соучредитель и издатель журнала Rolling Stone, один из создателей Зала славы рок-н-ролла
- 8 января
  - Робби Кригер — американский музыкант и автор песен, гитарист группы The Doors
  - Элайджа Мошински (ум. 2021) — австралийский оперный, театральный и телевизионный режиссёр
- 10 января — Эйнсли Данбар — английский барабанщик
- 11 января — Наоми Джадд (ум. 2022) — американская кантри-певица, автор песен и актриса, вокалистка группы The Judds
- 16 января — Катя Риччарелли — итальянская оперная певица (лирико-драматическое сопрано), актриса и педагог
- 19 января — Долли Партон — американская кантри-певица, автор песен и актриса
- 20 января — Таир Акпер (ум. 2018) — советский и азербайджанский композитор, певец и преподаватель
- 22 января — Темур Циклаури (ум. 2021) — советский и грузинский актёр и певец, солист ВИА «Иверия»
- 26 января — Мишель Дельпеш (ум. 2016) — французский певец, композитор и актёр
- 27 января — Недра Тэлли[англ.] — американская певица, вокалистка группы The Ronettes
- 31 января — Терри Кэт[англ.] (ум. 1978) — американский музыкант и автор песен, основатель, вокалист и гитарист группы Chicago

### Февраль
- 4 февраля — Усния Реджепова[серб.] (ум. 2015) — югославская, сербская и македонская певица
- 6 февраля — Михаил Коган (ум. 2021) — советский и российский балетмейстер
- 8 февраля — Вячеслав Войнаровский (ум. 2020) — советский и российский оперный певец (тенор) и актёр
- 10 февраля — Кенес Дуйсекеев (ум. 2020) — советский и казахстанский композитор
- 12 февраля
  - Рутгер Гуннарссон (ум. 2015) — шведский музыкант, аранжировщик и продюсер, бас-гитарист группы ABBA
  - Джо Шерми (ум. 2002) — американский рок-музыкант, бас-гитарист группы Three Dog Night
- 15 февраля — Джон Труделл[англ.] (ум. 2015) — американский поэт, актёр, музыкант и общественный активист
- 24 февраля — Йиржи Белоглавек (ум. 2017) — чехословацкий и чешский дирижёр

### Март
- 1 марта — Тони Эштон (ум. 2001) — британский композитор, клавишник и певец
- 6 марта — Дэвид Гилмор — британский музыкант и композитор, вокалист и гитарист группы Pink Floyd
- 8 марта
  - Рэнди Мейснер[англ.] (ум. 2023) — американский музыкант, басист группы Eagles
  - Лев Шугом (ум. 2017) — советский и российский пианист и музыкальный педагог
- 19 марта
  - Пол Аткинсон[англ.] (ум. 2004) — британский музыкант, основатель и гитарист группы The Zombies
  - Давид Гонюх (ум. 2015) — советский и российский инженер-конструктор и контрабасист
- 21 марта — Вера Андрияненко (ум. 2016) — советская и украинская оперная певица (сопрано)

### Апрель
- 1 апреля — Ронни Лэйн (ум. 1997) — британский музыкант и автор песен, основатель и басист групп Small Faces и Faces
- 5 апреля — Янош Броди — венгерский композитор, поэт и гитарист
- 11 апреля — Салават Аскаров (ум. 2019) — советский и российский оперный певец (бас) и музыкальный педагог
- 12 апреля — Александр Дармастук (ум. 2020) — советский и российский хоровой дирижёр
- 13 апреля — Эл Грин — американский певец и автор песен
- 14 апреля — Юрий Зморович (ум. 2021) — советский и украинский художник, мультиинструменталист и режиссёр
- 15 апреля — Шомишбай Сариев (ум. 2021) — советский и казахский поэт-песенник
- 18 апреля
  - Скип Спенс (ум. 1999) — американский музыкант канадского происхождения, основатель и гитарист группы Moby Grape
  - Томми Шеннон[англ.] — американский музыкант, басист группы Double Trouble
- 19 апреля — Ольга Вардашева (ум. 2023) — советская и российская актриса и певица
- 23 апреля — Владимир Селивохин (ум. 2015) — советский и российский пианист и музыкальный педагог
- 27 апреля — Гордон Хаскелл (ум. 2020) — британский музыкант, басист и вокалист группы King Crimson

### Май
- 2 мая — Лесли Гор (ум. 2015) — американская певица и автор песен
- 7 мая
  - Билл Кройцман[англ.] — американский музыкант, барабанщик группы Grateful Dead
  - Габриэль Хмура (ум. 2020) — израильский дирижёр польского происхождения
- 10 мая
  - Донован — шотландский певец, автор песен и гитарист
  - Дэйв Мэйсон — британский певец, музыкант и автор песен, вокалист и гитарист группы Traffic
- 16 мая — Роберт Фрипп — британский музыкант, композитор и педагог, основатель и гитарист группы King Crimson
- 20 мая — Шер — американская певица, актриса, кинорежиссёр, музыкальный продюсер и автор песен

### Июнь
- 3 июня
  - Майкл Кларк[англ.] (ум. 1993) — американский музыкант, барабанщик группы The Byrds
  - Райнер Куссмауль (ум. 2017) — немецкий скрипач и дирижёр
- 4 июня
  - Людмила Бржозовская (ум. 2023) — советская и белорусская балерина и балетный педагог
  - С. П. Баласубраманьям (ум. 2020) — индийский закадровый исполнитель, композитор, актёр и продюсер
- 13 июня — Пол Бакмастер (ум. 2017) — британский музыкант, аранжировщик и композитор
- 15 июня — Демис Руссос (ум. 2015) — греческий певец, вокалист группы Aphrodite’s Child
- 18 июня
  - Эрнан Гамбоа[исп.] (ум. 2016) — венесуэльский певец, музыкант и аранжировщик
  - Олег Левенков (ум. 2016) — советский и российский артист балета, балетовед и театральный продюсер
  - Тамала Кришна Госвами (ум. 2002) — американский индуистский богослов, писатель, музыкант и проповедник, бансурист группы Radha Krishna Temple
- 20 июня — Андре Уоттс (ум. 2023) — американский пианист и музыкальный педагог
- 25 июня
  - Ярослав Кеслер (ум. 2023) — советский и российский химик и музыкант, басист группы «Мозаика»
  - Иэн Макдональд (ум. 2022) — британский мультиинструменталист, участник групп King Crimson и Foreigner

### Июль
- 2 июля — Тимур Сельчук (ум. 2020) — турецкий певец, пианист, дирижёр и композитор
- 9 июля
  - Митч Митчелл (ум. 2008) — британский музыкант, барабанщик группы The Jimi Hendrix Experience
  - Бон Скотт (ум. 1980) — австралийский певец и музыкант шотландского происхождения, вокалист и автор песен группы AC/DC
- 11 июля — Джон Лоутон (ум. 2021) — британский певец, вокалист группы Uriah Heep
- 15 июля
  - Ахим Ментцель[нем.] (ум. 2016) — немецкий музыкант и телеведущий
  - Линда Ронстадт — американская певица и гитаристка
- 19 июля — Ханс Рефферт[нем.] (ум. 2016) — немецкий музыкант и композитор
- 22 июля — Владимир Еждик (ум. 1999) — советский и российский музыкант, создатель концертного оркестра духовых инструментов
- 23 июля — Энди Маккей — британский музыкант и композитор, саксофонист и гобоист группы Roxy Music
- 25 июля — Хосе Ареас[англ.] — никарагуанский музыкант, перкуссионист группы Santana
- 30 июля — А. Рахман Хассан (ум. 2019) — малайзийский певец и композитор

### Август
- 4 августа — Виктория Мазур (ум. 2015) — советская и белорусская артистка оперетты (лирико-драматическое сопрано)
- 14 августа — Ларри Грэм — американский музыкант, басист и вокалист группы Sly & the Family Stone
- 20 августа — Ральф Хюттер — немецкий музыкант, основатель, вокалист и клавишник группы Kraftwerk
- 23 августа — Кит Мун (ум. 1978) — британский музыкант, барабанщик группы The Who
- 24 августа — Бернд Симон (ум. 2017) — немецкий поп-певец, музыкальный продюсер и актёр озвучивания
- 25 августа — Владимир Рожок (ум. 2020) — советский и украинский музыкальный педагог и хоровой дирижёр

### Сентябрь
- 1 сентября — Барри Гибб — британо-американский певец, музыкант и автор песен, основатель и вокалист группы Bee Gees
- 2 сентября — Билли Престон (ум. 2006) — американский клавишник
- 5 сентября — Фредди Меркьюри (ум. 1991) — британский певец и автор песен парсийского происхождения, вокалист группы Queen
- 6 сентября — Гана Загорова (ум. 2022) — чехословацкая и чешская певица и автор песен
- 8 сентября — Кшиштоф Кравчик (ум. 2021) — польский певец, гитарист и композитор
- 9 сентября — Брюс Палмер[англ.] (ум. 2004) — канадский музыкант, басист группы Buffalo Springfield
- 16 сентября — Камило Сесто (ум. 2019) — испанский певец и автор песен
- 18 сентября — Татьяна Веркина (ум. 2022) — советская и украинская пианистка и музыкальный педагог

### Октябрь
- 4 октября — Александр Безсалый (ум. 2022) — советский и украинский певец
- 6 октября — Милли Смолл (ум. 2020) — ямайская певица
- 7 октября
  - Владимир Габай (ум. 2022) — советский, израильский, канадский и американский композитор, пианист, аранжировщик и дирижёр
  - Сэм Джонс (ум. 2023) — британский журналист, радиоведущий и диджей советского происхождения
- 10 октября — Джон Прайн (ум. 2020) — американский певец, гитарист и автор песен
- 11 октября — Дэрил Холл — американский певец, музыкант и автор песен, вокалист, гитарист и клавишник группы Hall & Oates
- 14 октября
  - Дэн Маккаферти (ум. 2022) — шотландский певец и автор песен, основатель и вокалист группы Nazareth
  - Джастин Хейворд — британский музыкант, вокалист, гитарист и автор песен группы The Moody Blues
- 15 октября — Владимир Ушенин (ум. 2023) — советский и российский композитор, баянист и музыкальный педагог
- 16 октября — Александр Смогул (ум. 2015) — советский и российский бард и поэт
- 17 октября — Майкл Хоссак (ум. 2012) — американский музыкант, барабанщик группы The Doobie Brothers
- 18 октября — Сверре Хьельсберг (ум. 2016) — норвежский певец, музыкант и композитор
- 19 октября — Кит Рид (ум. 2023) — британский поэт-песенник
- 21 октября
  - Николь Жози (ум. 2022) — бельгийская эстрадная певица, участница дуэта Nicole & Hugo
  - Ли Локнейн[англ.] — американский музыкант, трубач группы Chicago
- 27 октября — Таливалдис Декснис (ум. 2018) — советский и латвийский органист
- 29 октября — Питер Грин (ум. 2020) — британский певец и музыкант, основатель, вокалист и гитарист группы Fleetwood Mac

### Ноябрь
- 2 ноября — Джузеппе Синополи (ум. 2001) — итальянский дирижёр и композитор
- 3 ноября — Майкл Чемпион (ум. 2021) — американский актёр и музыкант
- 5 ноября — Херман Брод (ум. 2001) — нидерландский певец, пианист и поэт
- 6 ноября — Джордж Янг (ум. 2017) — шотландский и австралийский рок-музыкант и музыкальный продюсер, участник групп The Easybeats и AC/DC
- 8 ноября — Рой Вуд — английский певец, музыкант и автор песен, основатель групп The Move, Electric Light Orchestra и Wizzard
- 10 ноября — Фикрет Кызылок (ум. 2001) — турецкий певец, гитарист и автор песен
- 20 ноября
  - Дуэйн Оллман (ум. 1971) — американский музыкант, основатель и гитарист группы The Allman Brothers Band
  - Сэмюел Эдвард Райт (ум. 2021) ― американский актёр и певец
- 25 ноября — Слим Боргудд (ум. 2023) — шведский музыкант и автогонщик

### Декабрь
- 2 декабря
  - Гули Хамраева (ум. 2023) — советская и узбекская артистка балета, актриса и балетный педагог
  - Андрей Хотеев (ум. 2021) — советский, российский и немецкий пианист, педагог и музыковед
- 4 декабря — Александр Майкапар (ум. 2021) — советский и российский пианист, клавесинист, органист и музыковед
- 9 декабря — Деннис Данэуэй[англ.] — американский музыкант и автор песен, басист группы Alice Cooper
- 10 декабря — Вячеслав Прокопов (ум. 2023) — советский и российский трубач и музыкальный педагог
- 13 декабря — Радим Гладик (ум. 2016) — чехословацкий и чешский рок-музыкант и композитор, гитарист групп The Matadors и The Blue Effect
- 14 декабря
  - Джейн Биркин (ум. 2023) — британская и французская актриса и певица
  - Патти Дьюк (ум. 2016) — американская актриса и певица
- 16 декабря
  - Бенни Андерссон — шведский музыкант и композитор, гитарист, пианист и автор песен группы ABBA
  - Тревор Пиннок — британский клавесинист и дирижёр
- 20 декабря — Пепс Перссон (ум. 2021) — шведский музыкант и композитор
- 21 декабря
  - Ювал Вальдман (ум. 2021) — израильский и американский скрипач, дирижёр и педагог
  - Карл Уилсон (ум. 1998) — американский певец и музыкант, основатель, гитарист и вокалист группы The Beach Boys
- 22 декабря — Памела Курсон (ум. 1974) — подруга и муза лидера группы The Doors Джима Моррисона
- 23 декабря
  - Чимназ Бабаева (ум. 2019) — советская и азербайджанская балерина и балетмейстер
  - Эдита Груберова (ум. 2021) — чехословацкая и словацкая оперная певица (колоратурное сопрано)
- 25 декабря
  - Джимми Баффетт (ум. 2023) — американский певец, гитарист и автор песен
  - Раиса Мухаметшина — советская и российская артистка эстрады, певица и актриса
  - Blonker — немецкий композитор и мультиинструменталист
- 30 декабря — Патти Смит — американская певица и автор песен

### Без точной даты
- Леонид Буданов (ум. 2000) — советский и российский трубач и музыкальный педагог, основатель и руководитель ансамбля «Карелия-Брасс»
- Александр Морозов (ум. 2016) — советский и российский тромбонист и музыкальный педагог

## Скончались

### Январь
- 7 января — Адам Дидур (71) — польский оперный певец (бас) и вокальный педагог
- 10 января — Гарри Фон Тилзер (73) — американский автор песен
- 11 января — Корнелия ван Зантен (90) — нидерландская оперная певица (контральто, меццо-сопрано, колоратурное сопрано) и вокальный педагог
- 13 января — Гизела Гёллерих (87) — австрийская пианистка
- 18 января — Лью Поллак[англ.] (50) — американский композитор и музыкант
- 25 января — Эдуард Дикинсон (92) — американский музыковед
- 26 января — Сигизмунд Габер (49) — советский дирижёр, музыкальный педагог, аранжировщик и композитор
- 28 января — Герман Досенбах (77/78) — американский скрипач и дирижёр
- 29 января — Сидни Джонс (84) — британский композитор и дирижёр

### Февраль
- 16 февраля — Евгений Витачек (65) — русский и советский скрипичный мастер
- 17 февраля — Дороти Гибсон (56) — американская актриса, фотомодель и певица
- 28 февраля — Владимир Бельский (79) — русский поэт и либреттист

### Март
- 13 марта — Елизавета Азерская (78) — российская и советская оперная и камерная певица (меццо-сопрано)

### Апрель
- 5 апреля — Винсент Юманс (47) — американский композитор и продюсер

### Май
- 1 мая — Эдуард Бэрстоу (71) — британский органист, композитор и музыковед
- 8 мая — Ванда Вистингаузен-Хулавска (68) — польская и словенская оперная певица и вокальный педагог

### Июль
- 3 июля — Исай Бармас (74) — немецкий скрипач и музыкальный педагог еврейского происхождения
- 6 июля — Улла Бильквист (38) — шведская певица
- 8 июля — Александр Александров (63) — русский и советский композитор, хоровой дирижёр, хормейстер и музыкальный педагог
- 20 июля — Индржих Вацек (56) — чешский композитор, органист и музыкальный педагог

### Август
- 5 августа — Роберто Дункер Лавалье (75/76) — чилийский музыкальный педагог перуанского происхождения
- 8 августа — Мария Баррьентос (62) — испанская оперная певица (колоратурное сопрано)

### Сентябрь
- 3 сентября — Иса Байзаков (45) — казахский акын, певец и композитор
- 21 сентября — Доскей Алимбаев (95/96) — казахский акын
- 23 сентября — Пауль Герхардт (78) — немецкий органист и композитор
- 26 сентября — Мария Базилидес (59) — венгерская оперная певица (контральто)
- 30 сентября — Сангаджи-Гаря Дорджин (38) — советский калмыцкий композитор и дирижёр

### Октябрь
- 5 октября — Василий Барановский (56) — шведский пианист и композитор русского происхождения
- 12 октября — Джузеппе Адами (67) — итальянский драматург, либреттист, театральный и музыкальный писатель и критик
- 16 октября — Гренвилл Банток (78) — британский композитор, дирижёр и музыкальный педагог
- 27 октября — Михаил Адамов (72) — российский и советский трубач и музыкальный педагог

### Ноябрь
- 9 ноября — Фредерик Денайе (68) — французский альтист
- 16 ноября — Джованни Анфосси (82) — итальянский пианист, композитор и музыкальный педагог

### Декабрь
- 12 декабря — Франческо Ватьелли (69) — итальянский музыковед
- 13 декабря — Спенсер Дайк (66) — британский скрипач
- 28 декабря — Кэрри Джейкобс-Бонд[англ.] (84) — американская певица, пианистка и автор песен

### Без точной даты
- Естай Беркимбаев (71/72) — казахский советский акын, певец и композитор
- Дмитрий Гачев (44) — советский музыковед